# Venus and Mars
Venus and Mars je studiové album anglické skupiny Wings. Vydáno bylo v květnu roku 1975 společností Capitol Records a jeho producentem byl Paul McCartney. V americké hitparádě Billboard 200, stejně jako v britské UK Albums Chart, deska dosáhla první příčky. V obou zemích se stala platinovou.

## Seznam skladeb
1. „Venus and Mars“ – 1:16
2. „Rock Show“ – 5:31
3. „Love in Song“ – 3:04
4. „You Gave Me the Answer“ – 2:15
5. „Magneto and Titanium Man“ – 3:16
6. „Letting Go“ – 4:33
7. „Venus and Mars (Reprise)“ – 2:05
8. „Spirits of Ancient Egypt“ – 3:04
9. „Medicine Jar“ – 3:37
10. „Call Me Back Again“ – 4:58
11. „Listen to What the Man Said“ – 4:01
12. „Treat Her Gently – Lonely Old People“ – 4:21
13. „Crossroads Theme“ – 1:00

## Obsazení
- Paul McCartney – zpěv, baskytara, kytara, klávesy, klavír, perkuse
- Linda McCartney – klávesy, doprovodné vokály, perkuse
- Denny Laine – zpěv, kytara, klávesy, perkuse
- Jimmy McCulloch – kytara, zpěv, perkuse
- Joe English – bicí, perkuse
- Geoff Britton – bicí
- Kenneth „Afro“ Williams – konga
- Allen Toussaint – klavír
- Dave Mason – kytara
- Tom Scott – saxofon